# Valdemaqueda
Valdemaqueda és un municipi de la Comunitat de Madrid. Limita al nord amb Santa María de la Alameda, a l'est amb Robledo de Chavela i amb Santa María de la Alameda, al sud amb Robledo de Chavela i a l'oest amb la província d'Àvila.

## Història
Encara que algunes hipòtesis assenyalen que el seu origen és romà, les primeres referències escrites de Valdemaqueda no apareixen fins a l'any 1340. És molt probable que, ja en el segle xi, existís un nucli de població, sorgit després del procés de repoblació portat a terme pel Regne de Castella, després de la Reconquesta. La localitat adquireix una entitat jurídica pròpia en el segle xviii. Amb una població de tot just 100 habitants en aquells moments, Valdemaqueda va sol·licitar a la Corona espanyola la seva desvinculació de Las Navas del Marqués (Àvila), davant els elevats tributs que havia d'abonar al marquesat i les prohibicions de sembra en bona part de les terres de labor de la seva àrea d'influència.
Les seves bases econòmiques s'han sostingut tradicionalment en la producció d'argila, molt abundant en la vall del riu Cofio, i en la indústria fustera, gràcies als seus frondosos boscos de pi i alzina. Valdemaqueda va ser un dels principals proveïdors de fusta al Monestir de l'Escorial durant el segle xvi, quan aquest edifici va ser construït. En el segle xvii van ser descobertes en el seu terme unes mines d'or. El ducat de Santiesteban les va explotar fins a 1845, any en el qual la propietat va passar als ducs de Medinaceli. En 1906 la Unión Resinera Española adquirí les terres on es trobaven aquestes mines, abandonant-se l'extracció d'or.